# Канола
Каноле (енгл. Canadian Oil, Low Acid) једно је од најраспрострањенијих биљних уља у свету које се производи од семена каноле. Како има мање засићене масти, него било које друго уље, само 7% засићених масти, у поређењу са 12% код сунцокретовог уља, 13% код кукурузно уље и 15% код маслиново уље, ово уље позитивно утиче на смањење холестерола у организму човека и смањује ризик од кардиоваскуларних болести.

## Етимологија
У седамдесетим годинама 20. века, Удружење за уљану репицу Канаде одабрало је назив за уље добијено из семена уљане репице произведеног у Канадским лабораторијама канола. Ова реч настала је као кованица од две речи „Кан” — за Канаду и „ола” — за уље. Међутим један речник наводи да је назив настао од речи Can(ada) + o(il) + l(ow) + a(cid).

## Производња

### Уљана репица
Уље каноле производи се из уљане репице треће уљане биљка на свету по количини произведеног јестивог уља, која се најчешће гаји у међуредовима између житарица на већим или мањим површинама.
Годишња вредност произведене уљане репице износи 25 милијарди евра на основу производње од 65 милиона тона и цена од 400 евра по тони.
Семе уљане репице користи се за производњу уља јер у себи садржи 40-48% уља и 18-25% беланчевина.
Након екстракције уља из уљане репице настају уљане погаче (која садржи 15-20% уља и 20% протеина) и сачма (1% уље) као нуспроизвод, и широко су прихваћене као високопротеинска компонента у исхрани животиња.
Део произведене уљане репице користи се и производњи биодизела (у просеку, 1 хектар уљане репице може дати 400 литара биодизела) и исхрану стоке као зелена маса и испашу пчела (цвет).

### Комерцијално уље
Уље каноле производи се у постројењу за прераду у неколико фаза:
Физичко цепањем омотача семена
Циљ овог поступка је, да се цепање омотача семена обави тако да што више ћелијских зидова буде без оштећења, јер то утиче на квалитета уља. Дебљина љуске је важна, и пожељно је да буде од 0,3—0,38 мм. Омотачи тањи од 0,2 мм су врло крхке, а омотачи семена дебљи од 0,4 мм резултују мањим приносом уља.
Загревање (кување) семена
Циклус кувања обично траје 15-20 минута а температуре се уобичајено крећу између 80 °C и 105 °C (оптимално је око 88 °C. У неким земљама, температуре кувања је и до 120 °C и традиционално се користе при преради високог глукозинолатног семена, како би се уклонила нека од сумпорних једињења која могу изазвати непријатне мирисе уља. Међутим, ове високе температуре могу утицати на квалитет протеина у оброку.
Гњечењем семена
Након кувања љуспице семена уљане репице притискују се у низу преса или екстрактора уља. Ове јединице се састоје од ротирајуће вијчане осовине у цилиндричној цеви који садржи равне челичне шипке постављене окомито око периферије и размакнуте како би омогућило уље да тече између шипки док је смеса у унутрашњости цеви. Ротирајућа осовина притиска смесу на подесиву дужину, која је делимично ограничава испуштање масе на крају цеви. Ова активност, уклања уља, обавља се уз избегавање прекомерног притиска и на што нижој температури.
Циљ гњечења је уклањање што веће количине уља, обично 50—60% садржаја семенског уља.
Екстракција уља растварачима
С обзиром да се процесом гњечења не може уклонити целокупно уље из семена каноле, остатка уља се обично екстрахује растварачем. Погача од изгњеченог семена, који садржи још 18—20% уља, понекад се разбија у униформне делове пре екстракције растварача. Од растварача најчешће се користи хексан (н-хексан) који је специјално произведен за индустрију биљног уља. Растварач који се убризгава гравитацијом креће се кроз слој погаче, дифузијом и засићује фрагменте торте. Талог (хексан-засићени оброк) који оставља екстрактор растварача након прања свежим растварачем садржи мање од 1% уља. На крају процеса, уље се рафинише воденим преципитацијама и органском киселином, како би се из њега уклонила смола и слободне масне киселина. На крају процесом филтрирања уклања се боја, а излагањем на пари обавља се његова деодорација.
Десолвентизација и тостирање уља
Растварач се из уља уклања процесом десолвентизације, загревањем на серији плоча са грејањем на пару. Коначно уклањање растварача завршава се убризгавањем паре кроз смесу, поступком који се назива тостирање.
Током процеса десолвентизације-тостирања уљна смеса се загрева на 95—115 °C, а влага се повећава на 12—18%. Укупно време проведено у тостеру за десолвентизацију је око 50 до 90 минута.
Смеса се затим охлади и осуши на око 12% влаге дувањем ваздуха кроз њу. Потом се смеса гранулира у јединствену конзистену масу коришћењем млазница, потом сабија, пелетира и шаље директно у складиште као уљана погача.
Рафинисање уља
Да би се осигурала добра стабилност и рок трајања уља, сирово уље обавезно пролази и кроз низ процеса који укључују примену водених млазница или органских киселина у комбинацији са водом. Ови поступци уклањају једињења попут фосфолипида, слузавих гума, слободних масних киселина, пигмената у боји и преостале фине честице из погаче.
Након рафинисања уља, добијени нуспроизводи се додају у фракцију погаче каноле, чинећи је још хранљивијим производом за сточну храну.
Да би се уклонила непожељна једињења боја, уље затим пролази кроз филтер који садржи природну глине. Иако се овај процес назива „бељење”, то је физички процес који не укључује било какву примену хемикалија.
Деодоризација
Последњи корак у преради било које врсте биљног уља је деодоризација, или парна дестилација, која уклања било која једињења која могу дати уље непријатан мирис или укус.
У овом тренутку, уље од каноле је спремно за паковање и продају као уље за кување, или даљу прераду у друге производе.
Након овог процес просечна густина уља каноле је 0,92 g/ml.

### Органско уље
Органско уље каноле са може добити процесом хладног цеђења на ограниченој основи, из семена каноле које не сме бити генетски модифицирано.

## Изглед и састав
Око 44% семена уљане репице је уље, а остатак као оброк од уљане репице користи се за исхрану животиња. Од око 23 kg семена уљане репице добија се око 10 l уља.
Уље у 100 гр садржи 885 калорија, и висок проценат монозасићених масних киселина (највише олеинске која чини око 60% масти у уљу) у односу на незасићене масне киселине што га чини јако добрим за широку употребу.
Како садржи у себи омега—3 и омега—6 масне киселине, уље има високу тачку испаравања то га чини једним од најздравијим уљима за кување.
Уље у себи садржи и висок проценат биљних стерола а највише бета—ситостерола и кампестерола (који у оваквом облику и количинама смањују ризик од срчаних болести) као и витамина Е, који као антиоксидант чува имуни систем.
Састав масних киселина у уљу каноле
| Назив                     | Омега масне киселине | Укупно %   |
| ------------------------- | -------------------- | ---------- |
| Олеинска киселина         | ω-9                  | 61%        |
| Линолна киселина          | ω-6                  | 21%        |
| Алфа-линолеинска киселина | ω-3                  | 11% 9%     |
| Засићене масне киселине   |                      | 7%         |
| Палмитинска киселина      |                      | 4%         |
| Стеаринска киселина       |                      | 2%         |
| Транс масти               |                      | 0.4%       |
| Ерукинска киселина        | 22:1ω9               | 0.01% 0.1% |

## Намена
Исхрана
Уље каноле је кључни састојак у исхрани многих земаља Америке. Његова репутација као здравог уља створила је високу потражњу за овим уљем и на тржиштима широм света. Сврстава се међу треће најтраженије биљно уље на свету.
Уље каноле је богато са две масне киселине које људско тело не може да произведе. Алфа-линоленска киселина (АЛА) / која је есенцијална омега-3 масна киселина. Штити од срчаног удара и можданог удара тако што помаже у смањењу лошег холестерола. Линолеинска киселина (ЛА) је есенцијална омега-6 масна киселина. Ово је важно за мозак и за раст и развој новорођенчади. Однос омега-6 и омега-3 у уљу каноле је 2: 1, што је нутритивно идеалан. Обе ове масне киселине су полинезасићене. Тврдње о здрављу каноле за здравље срца подржавају америчка агенција за храну и администрацију.
Због свог пријатног укуса, високе тачке испаравања и глатке текстуре, уље каноле је једно од најсвестранијих уља за кување, и може се користити у низу посуда и метода кувања, као што су:
- Као уље за печење у рерни, печење на жару и пржење.
- У салатним преливима, сосовима и маринадама
- Уместо чврстих масти (као што су маргарин и маслац) у многим рецептима

Непрехрамбена употреба
Уље има и многобројну непрехрамбену употребу (као и уља од соје), и користи се наизменично са необновљивим уљима на бази нафте у многим производима, укључујући индустријска мазива, биодизел, свеће, ружеве и новинске боје, у зависности од цене на лицу места.
Канадска биљна уља која су сертификована као органска морају бити произведена из не-ГМО уљане репице.

## Супротстављени ставови или да ли канола садржи токсине?
Неке интернет странице тврде да канола има висок ниво ерукинске киселине, супстанце која може бити токсична за људе и може довести до болести у распону од респираторног стреса до слепила. Међутим ово уље, које иако се добија из семена уљане репице, генерално је препознато као безбедно од стране Администрације за храну и лекове САД (ФДА), јер има нивое ерукинске киселине знатно испод стандарда ФДА. У том смислу било каква здравствена забринутост да је уље каноле токсично је неоснована.
Дезинформација о каноли, као нездравом производу, произашла је из чињенице да је семе од које се добија ово уље развијено кроз укрштање са биљком уљана репица, која садржи веома висок ниво ерукинске киселине, једињења која у великим количинама може бити токсична за људе. Међутим канола, садржи веома ниске нивое ерукинске киселине.
Супротно од ставова о токсичности уља каноле је став струке, да оно у себи садржи јако мало засићених масти и висок проценат мононеназићених масних киселина, што га чини здравим и безбедним избором за примену, када је у питању уља за кување у домаћинству.